# Kościół św. Wojciecha w Poznaniu

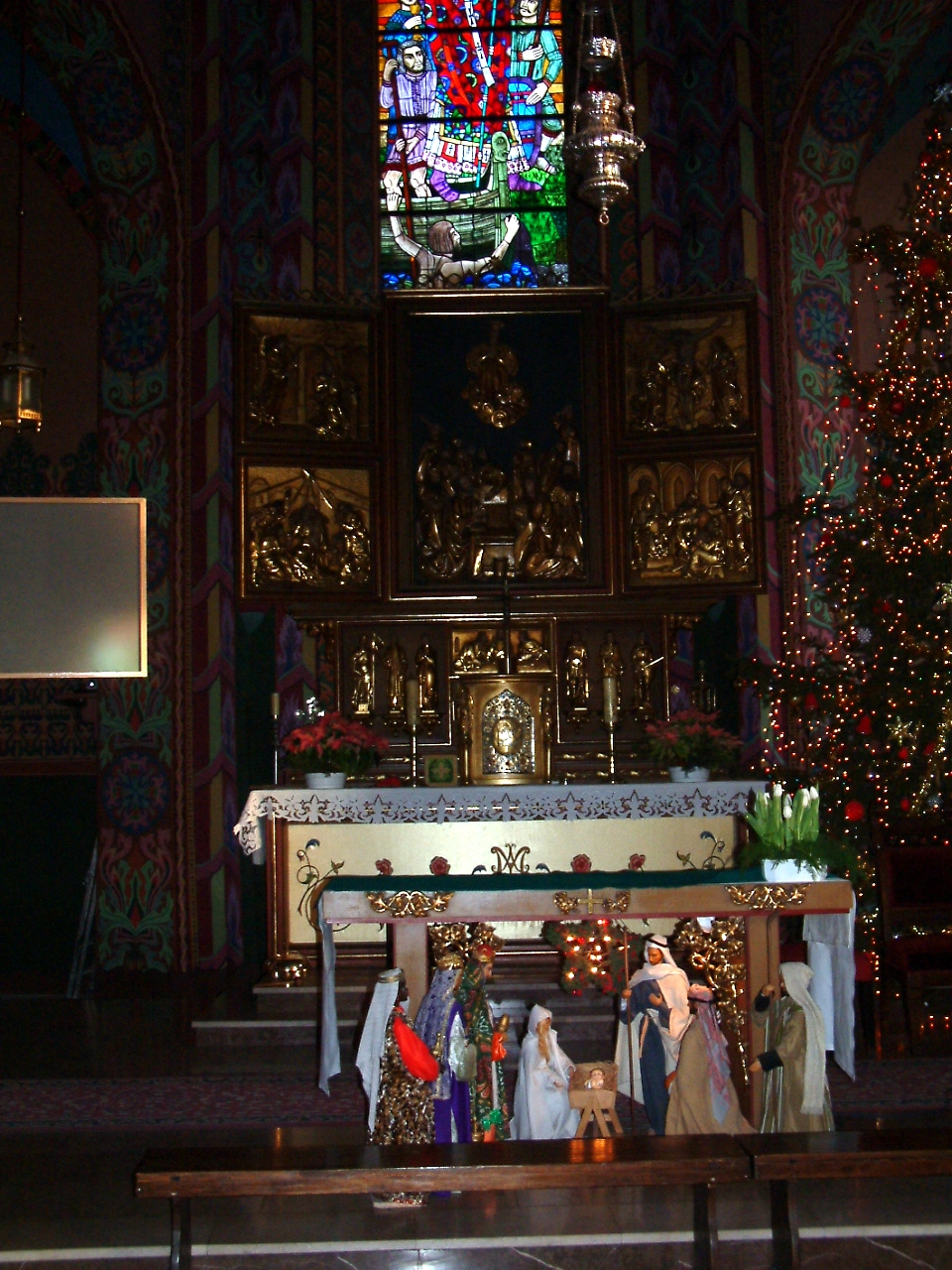
Wnętrze kościoła (na środku żłóbek, który co roku podziwiać można w okresie Bożego Narodzenia)

Kościół pw. św. Wojciecha w Poznaniu – świątynia wznosząca się na Wzgórzu św. Wojciecha, w dzielnicy Święty Wojciech, w Poznaniu. Od 2017 r. wielkopostny kościół stacyjny.

## Historia
Po raz pierwszy zostaje wymieniona w 1244, kiedy książę Przemysł I zamienił się z biskupem poznańskim odstępując kościół i otaczającą go osadę w zamian za osadę i kościół św. Gotarda. Pośrednio z dokumentów wynika, że świątynię wzniesiono w 1222. Według podania kościół wzniesiono w miejscu, gdzie św. Wojciech wygłosił kazanie przed udaniem się z wyprawą misyjną do Prus i gdzie prawdopodobnie od XI wieku znajdowała się drewniana kaplica. W miejscu pierwszej świątyni, w XV wieku postawiono nowy, gotycki kościół. W pierwszej połowie XVI wieku dobudowano nawy boczne, a sto lat później szczyty wieńczące wschodnią i zachodnią fasadę. W 1634 roku przy południowej nawie wzniesiono kaplicę św. Antoniego. Podczas remontu w latach 1911–1912 wnętrze otrzymało secesyjne polichromie autorstwa Antoniego Procajłowicza oraz witraże wykonane według projektów Stanisława Wyspiańskiego i Józefa Mehoffera.
Podczas okupacji hitlerowskiej był to jeden z dwóch dostępnych dla Polaków kościołów w Poznaniu. Podczas walk o Cytadelę wzgórze znalazło się na linii najbardziej zaciętych walk. Kościół został poważnie uszkodzony. Zniszczony został cały dach, runęła część sklepienia i murów, ucierpiało również wnętrze. Zniszczone zostały również cenne witraże, ocalał natomiast bogaty skarbiec.
Świątynię odbudowano w latach 1946–1949 (rekonsekracji dokonał ks. Hieronim Lewandowski, a mszę odprawił 9 grudnia 1945 abp Walenty Dymek). Podczas tych prac usunięto tynki ze wszystkich ścian poza późnorenesansowymi szczytami. Odsłonięto również gotyckie portale na północnej i południowej elewacji, podczas gdy główne wejście od strony zachodniej wymagało rekonstrukcji. Natomiast w latach 1951–1952 przeprowadzono prace konserwacyjne we wnętrzu. Nowe witraże wykonali Stanisław Powalisz – w nawach głównej i północnej, oraz Henryk Jackowski-Nostitz w nawie południowej.
Przed kościołem znajduje się drewniana, kryta gontem, dzwonnica pochodząca z przełomu XVI i XVII wieku – najstarszy drewniany zabytek w mieście.

## Budowa
Z zewnątrz z daleka zwraca uwagę wysoki, dwuspadowy dach kryty dachówką. Na fasadzie znajduje się gotycki fryz ze skośnie ułożonej cegły, całość zaś wieńczy późnorenesansowy szczyt o łagodnych liniach.
Wnętrze pseudobazylikowe, trójnawowe. W nawach głównej i północnej sklepienia gwiaździste, zaś w południowej sieciowe (siatkowe). Z dawnych dwunastu ołtarzy do naszych czasów dotrwało pięć. W prezbiterium znajduje się ołtarz szafowy z rzeźbą przedstawiającą wniebowzięcie pochodzącą z XVI wieku (szafa została odtworzona w XX wieku) wykonany prawdopodobnie przez osoby związane z warsztatem Wita Stwosza. W nawie północnej, w późnorenesansowym ołtarzu umieszczono obraz przedstawiający Anioła Stróża z 1630, za którego autora uznaje się Krzysztofa Boguszewskiego, który był proboszczem tego kościoła w latach 1630–1635. W nawie południowej, w ołtarzu, który również pochodzi z późnego renesansu, znajduje się obraz przedstawiający Opłakiwanie Chrystusa. Malowidło powstało w połowie XVI wieku w szkole florenckiej. Na zachodniej ścianie wisi kilka portretów trumiennych oraz blach herbowych należących w dużej części do rodu Naramowickich, a pochodzących z XVII i XVIII wieku.
Wejście do kaplicy św. Antoniego zamyka kuta, żelazna krata z pierwszej połowy XVII wieku wykonana w stylu renesansowym.
Całość kościoła pokrywa pochodząca z początku XX wieku modernistyczna polichromia autorstwa Antoniego Procajłowicza, odnowiona w 1999 roku.

## Poznańska Skałka
Krypta zasłużonych powstała w roku 1923 z inicjatywy proboszcza ks. Bogusława Kościelskiego na wzór Skałki w Krakowie. Zaczęto wówczas przenosić do kościoła prochy zasłużonych Wielkopolan.
W samym kościele, w nawie południowej znajduje się marmurowy sarkofag dłuta Marcina Rożka, w którym złożono szczątki ochrzczonego w tym kościele Karola Marcinkowskiego. Natomiast w kaplicy św. Antoniego znajdują się epitafia osób spoczywających w Krypcie Zasłużonych znajdującej się pod kościołem. W krypcie spoczywają prochy:
- Józefa Wybickiego – twórcy Hymnu Polskiego
- Antoniego Kosińskiego – współtwórcy Legionów Dąbrowskiego
- płka Andrzeja Niegolewskiego – uczestnika szarży pod Somosierrą
- Heliodora Święcickiego – założyciela i pierwszego rektora Uniwersytetu Poznańskiego
- ks. Wacława Gieburowskiego – założyciela i pierwszego dyrygenta chóru katedralnego, nauczyciela Stefana Stuligrosza
- Feliksa Nowowiejskiego – kompozytora, twórcy melodii Roty
- Tadeusza Szeligowskiego – kompozytora
- Stefana Bolesława Poradowskiego – kompozytora i pedagoga
- Pawła Edmunda Strzeleckiego - podróżnika
- ks. Franciszka Bażyńskiego – proboszcza parafii św. Wojciecha, działacza oświatowego
- ks. Aleksandra Żychlińskiego - sługi Bożego, teologa
- serce gen. Jana Henryka Dąbrowskiego
- urna z ziemią z miejsca śmierci hm. Floriana Marciniaka – instruktora Związku Harcerstwa Polskiego, pierwszego naczelnika Szarych Szeregów
- urna z ziemią z miejsca śmierci generała Ignacego Prądzyńskiego - wodza naczelnego powstania listopadowego

W kaplicy św. Antoniego znajduje się także epitafium gen. Michała Sokolnickiego – dowódcy polskiej kawalerii w Bitwie pod Lipskiem (jego grób w Warszawie został zniszczony).
W podziemiach kościoła spoczywa jego proboszcz Krzysztof Boguszewski – malarz barokowy.
W mur otaczający kościół wmurowano tablice upamiętniające m.in.:
- Karola Marcinkowskiego - XIX-wiecznego lekarza i społecznika
- Emilię Sczaniecką – działaczkę społeczną, uczestniczkę powstań narodowych
- Anielę Tułodziecką – działaczkę społeczną i oświatową
- Heliodora Święcickiego
- Marię Swinarską – organizatorkę edukacji dla dziewcząt
- księdza Czesława Piotrowskiego - humanistę i pedagoga
- Henryka Kowalówkę - komendanta Okręgu Poznańskiego AK zamordowanego przez hitlerowców

W południową ścianę kościoła wmurowano tablicę ku czci Klaudyny Potockiej – działaczki społecznej i politycznej.
Inni sławni Polacy spoczywają na Cmentarzu Zasłużonych Wielkopolan, który znajduje się przy kościele karmelitów bosych, stojącym naprzeciw kościoła św. Wojciecha.